# Ludwig Leichhardt

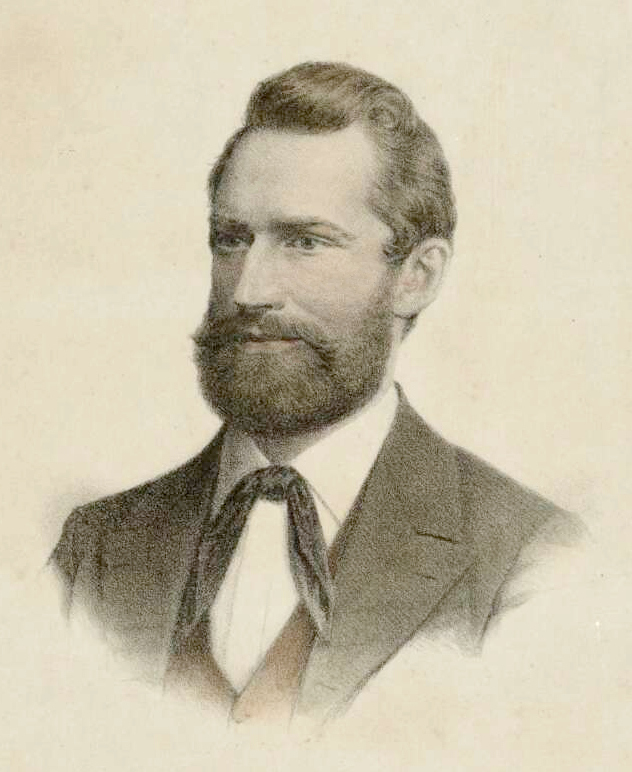
Friedrich Wilhelm Ludwig Leichhardt

Friedrich Wilhelm Ludwig Leichhardt (* 23. Oktober 1813 in Sabrodt, Mark Brandenburg, Preußen; † vermutlich 1848 in Zentralaustralien) war ein deutscher Entdecker, Zoologe, Botaniker und Geologe.
Leichhardt kam im Jahr 1842 nach Australien, wo er sich der Erforschung der Fauna, Flora und Geologie des damals noch weitestgehend unbekannten Kontinents widmete. Bis in die 1840er Jahre war das Innere Australiens noch nicht erkundet worden. Erschlossen waren der größte Teil von New South Wales mit dem heutigen Victoria, die Küstengebiete von Queensland bis nach Brisbane und schmale Randgebiete an den Küsten von South Australia und Western Australia, in nördlicher Richtung bis etwa zur Pilbara-Region. Tasmanien war bereits kolonisiert. An der Nordküste des australischen Kontinents gab es nur wenige Niederlassungen, darunter die Militärstation Port Essington.
Leichhardt unternahm drei Expeditionen. Auf seiner ersten Expedition von 1844 bis 1845 gelang ihm die erste Durchquerung von Queensland bis nach Port Essington im Northern Territory. Da er in seinen Tagebüchern das neu entdeckte Gebiet, Klima und Wetter, die Tier- und Pflanzenwelt sowie die Aborigines umfänglich beschrieb, ermöglichte er nachfolgende Erkundungen und Besiedlungen. Seine zweite Expedition von 1846 bis 1847 sollte vom Osten Australiens bis an den Swan River in Western Australia führen; sie scheiterte nach fünf Monaten. Als er dieses Vorhaben 1848 wiederholen wollte, blieben er und seine Expeditionsmannschaft im Outback verschollen.
In Australien ist Leichhardt sehr bekannt, da er im Geschichtsunterricht behandelt wird. Während in der DDR sein Expeditionstagebuch 1951 und eine Biographie ab 1972 in sechs Auflagen erschienen, tauchten in der Bundesrepublik erst in den 1980er-Jahren Publikationen über ihn auf.
Sein offizielles botanisches Autorenkürzel lautet „Leichh.“

## Leben

### Frühe Jahre
Ludwig Leichhardt kam am 23. Oktober 1813 als sechstes von neun Kindern des Torfinspektors Christian Hieronymus Matthias Leichhardt (1778–1840) zur Welt.
Früher wurde die Familie, die aus dem Harzvorland stammt, Leuckhard geschrieben. Ludwigs Vater wurde am 12. August 1778 in Schadeleben im Fürstentum Halberstadt (Preußen) geboren. Seine Mutter war Charlotte Leichhardt, geborene Strählow (1776–1854). Leichhardt war der Großonkel der Malerin Elisabeth Wolf. Für die damaligen Verhältnisse lebte seine Familie relativ gut. Ludwig selbst war in seinen frühen Jahren körperlich schwächlich und unterzog sich gern anstrengenden Leibesübungen. In der Schule zählte er zu den besten Schülern.
Sein Taufpate, Pastor Rödelius aus Zaue, förderte ihn und brachte ihn auf eigene Kosten an das Gymnasium Friedrich Wilhelm III. in Cottbus, dem ehemaligen Lyzeum an der Oberkirche, wo er 1831 das Abitur erwarb. In seiner Gymnasialzeit soll er ein eifriger Turner gewesen sein. Nach dem Abitur kehrte er nach Hause zurück und sollte die Laufbahn eines Beamten einschlagen. Er entschloss sich jedoch zu einem Studium der Philosophie in Berlin. 1833 wechselte er zur Universität Göttingen und studierte dort praktische Philosophie, Religionsgeschichte und Sprachwissenschaften, später Naturgeschichte, Botanik, Metaphysik und Physik. Dort lernte er William Nicholson und dessen Bruder John kennen, die ihn 1837 nach England mitnahmen. Sie studierten in London und in Paris am Muséum d’histoire naturelle. Sein Studium schloss Leichhardt nicht ab. Im Mai 1838 beantragte er beim preußischen Konsul in London einen Reisepass, der ihm jedoch verweigert wurde, weil er inzwischen zum Militär einberufen worden war. Seine sofortige Heimkehr wurde angeordnet. Er widersetzte sich und erhielt mit Hilfe der Familie Nicholson einen britischen Pass. Damit galt er in Preußen als fahnenflüchtig. Im Jahre 1840 bereisten William Nicholson und Leichhardt mehrere Monate lang Frankreich, Italien und die Schweiz. Am 1. Oktober 1841 fuhr er von Cardiff auf dem Segelschiff Sir Edward Paget nach Australien, um die noch unbekannten Gebiete zu erforschen. Die Überfahrt bezahlte Nicholson, der ihn auch mit Geld zur Schaffung einer ersten Lebensgrundlage in Australien ausstattete. Im Februar 1842 kam Leichhardt in Sydney an.

### Australien
Auf seiner Schiffsreise lernte Leichhardt den Harfenspieler Stephen Marsh, der später in Sydney eine Karriere als Musiker einschlug, und seine Familie kennen, bei denen er anschließend wohnte. Später wohnte er in Sydney im Haus des britischen Offiziers (barrack master) Robert Lynd, eines 24-jährigen Junggesellen. In Sydney bewarb er sich auf die vakante Stelle des Direktors des Botanischen Gartens von Sydney und als Landvermesser. Beide Bewerbungen wurden abgelehnt. Auf Einladung des Schafzüchters Walter Scott reiste Leichhardt im September 1843 mit einem Dampfschiff nach Newcastle am Hunter River. Von dort unternahm er alleine erste Erkundungen zu Fuß und zu Pferd in mehreren Etappen über insgesamt etwa 4000 Kilometer und sammelte erste Erfahrungen in der Wildnis. Er kam bis in die Liverpool Range und später auch zu Fuß bis zum Mount Royal. Er reiste auch in das Gebiet der etwa 100 Kilometer nördlich liegenden Moreton Bay. Seine letzten Ausritte führten in die Darling Downs und an den Condamine River. Anfang 1844 kehrte er wieder nach Sydney zurück, wo er seine erste Expedition vorbereitete.

### Erste Expedition (1844–1845)

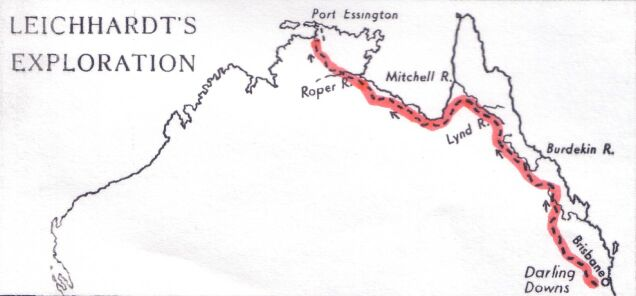
Route der Ersten Expedition von Ludwig Leichhardt durch Australien

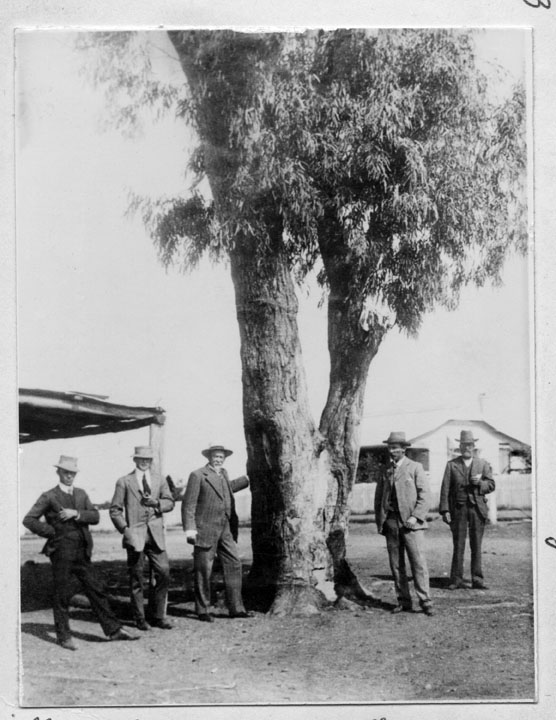
Leichhardt’s Tree (Bild 1914), ein heute etwa 300 Jahre alter Eukalyptusbaum in Taroom, Queensland, in den Leichhardt Ende 1844 Zeichen einritzte.

Nach Sydney zurückgekehrt, stellte Leichhardt fest, dass die Bereitschaft gestiegen war, eine Forschungsreise in den Norden Australiens zu finanzieren, obwohl die öffentliche Meinung dazu gespalten war. Leichhardt besaß keine eigenen Mittel zur Durchführung einer Expedition und war auf Spenden angewiesen. Deshalb musste er auf aufwendige und teure Gerätschaften wie Kochapparat und Barometer zur Bestimmung der Geländehöhen verzichten und hatte lediglich einen Sextanten, Chronometer, tragbaren Kompass und ein kleines Thermometer sowie eine australische Landkarte von Aaron Arrowsmith dabei.
In Sydney wählte Leichhardt fünf Expeditionsteilnehmer aus und nach ihrer Ankunft mit einem Dampfer in Brisbane weitere vier. Unter den zehn Teilnehmern waren der Naturforscher John Gilbert, John Roper, der Botaniker James Snowden Calvert, der Sträfling William Phillips, der fünfzehnjährige John Murphy, der Entdeckungsreisende Christopher Pemberton Hodgson, der afroaustralische Koch Caleb sowie die eingeborenen Fährtensucher Charley Fisher und Harry Brown. Gilbert galt aufgrund seiner Expeditionserfahrungen im Outback als zweiter Expeditionsleiter, war allerdings nicht mit allen Entscheidungen von Leichhardt einverstanden.
Mit 17 Pferden, 16 Mast- und Zugochsen und Hunden begann die Forschungsreise in den Outback in dem kleinen Ort Jimbour, einem Außenposten der Zivilisation im damaligen Queensland. Schon kurz danach erkannte Leichhardt, dass er seine Mannschaft wegen zu geringer Verpflegung reduzieren musste, und schickte zwei Teilnehmer zurück. Diese Maßnahme reichte nicht aus, sodass er später die Verpflegungsrationen kürzen musste.
Aufgrund fehlender Erfahrungen in der Führung einer Expedition geriet Leichhardt bereits zu Beginn in Auseinandersetzungen, die darin gipfelten, dass die beiden Aborigines eigene Wege gingen. Als er Charley zur Rede stellte, erhielt er Faustschläge ins Gesicht. Daraufhin verwies er beide des Lagers. Anschließend waren sie reuig. Er nahm sie wieder auf, vor allem auch, weil sie für die Fährtensuche nicht zu ersetzen waren.
Leichhardt interessierte sich für die Geologie Australiens, entdeckte ein Kohlevorkommen in Queensland und entnahm Gesteinsproben. In einer seiner Proben wurden Korallen entdeckt, die nach ihm benannt wurden. Er und Gilbert untersuchten unbekannte Fische, Frösche, Schlangen und Eidechsen. Nicht nur diese, sondern auch Klima- und Wetterbeobachtungen hielt er in seinem Reisetagebuch fest, das er an den Abenden niederschrieb. Gilbert und Leichhardt sammelten Pflanzen, präparierten Vögel und Eidechsen. Wegen des Verlusts von Transporttieren und des Platzbedarfs zum Transport von Wildbret mussten jedoch gegen Ende der Expedition große Teile der Sammlungen aufgegeben werden. Die Expedition traf auf zahlreiche Stämme der Aborigines und Leichhardt notierte Angaben über ihre Lebensweise, Ernährung und Werkzeuge. Die Kontaktaufnahme war allerdings erschwert, da Leichhardt keine Gastgeschenke mitgenommen hatte und nur Gebrauchsgegenstände übergab. Für diese interessierten sich die Aborigines aber nicht. Bei einem Überfall kam Gilbert zu Tode und zwei Expeditionsteilnehmer wurden erheblich verletzt, wobei Roper ein Auge verlor.
Leichhardt entdeckte Gebirgsketten, Flüsse und Berge und benannte sie nach seinen Begleitern, seinen Freunden und nach den Unterstützern und Geldgebern der Expedition. Darunter sind beispielsweise die Lynd Range, der Mount Nicholson und Mount Phillips, Roper River, Burdekin River, Gilbert River, Calvert River und die Brown Lagoon.

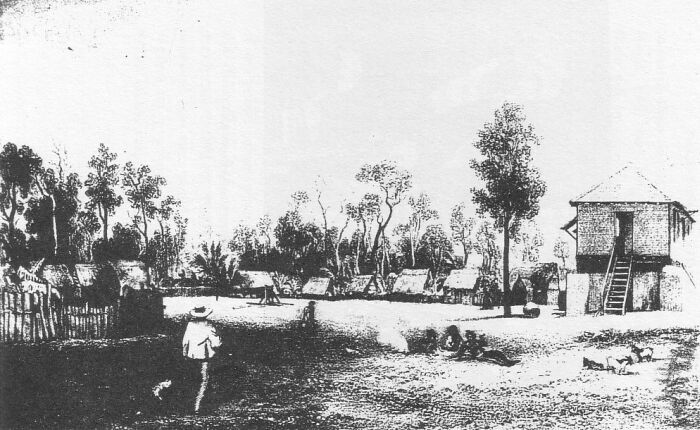
Port Essington (1845)

Am 17. Dezember 1845 erreichten die sieben Expeditionsteilnehmer mit ihren Pferden und einem Ochsen ihr Expeditionsziel Port Essington (bei Darwin). Als sie am 29. März 1846 mit dem Schiff in Sydney ankamen, wurde ihnen ein feierlicher Empfang bereitet. Zu ihrer Unterstützung wurden 1500 Pfund gesammelt und der Gouverneur George Gipps bewilligte den Teilnehmern für ihre Leistungen 1000 Pfund zum eigenen Gebrauch.
Auf seiner ersten Expedition, die ihn über 4.800 Kilometer von Queensland in das Northern Territory geführt hatte, war Leichhardt die Entdeckung einer Ost-Nord-Route durch den australischen Kontinent gelungen.
Die preußisch exakten Aufzeichnungen, niedergeschrieben in seinem Reisebericht Tagebuch einer Landreise in Australien von Moreton Bay nach Port Essington während der Jahre 1844 und 1845, halfen Abenteurern und Siedlern, das Neuland zu erobern. Seine Publikation erschien 1847 in London in englischer Sprache und 1851 in deutscher Übersetzung in Halle.
Im April 1847 wurde Leichhardt neben Charles-Xavier Rochet d’Héricourt (1801–1854) der jährliche Preis der Pariser geographischen Gesellschaft für die bedeutendste geographische Entdeckung verliehen. Bereits einen Monat später, am 24. Mai desselben Jahres, wurde ihm die Fördermedaille der Royal Geographical Society in England für das „gesteigerte Wissen über den großen Kontinent Australien“ verliehen, welches er mit seiner ersten Expedition vermehrt hatte. Übergeben wurde der Preis, in Abwesenheit von Leichhardt, an seinen Jugendfreund William Nicholson in London.

### Zweite Expedition (1846–1847)

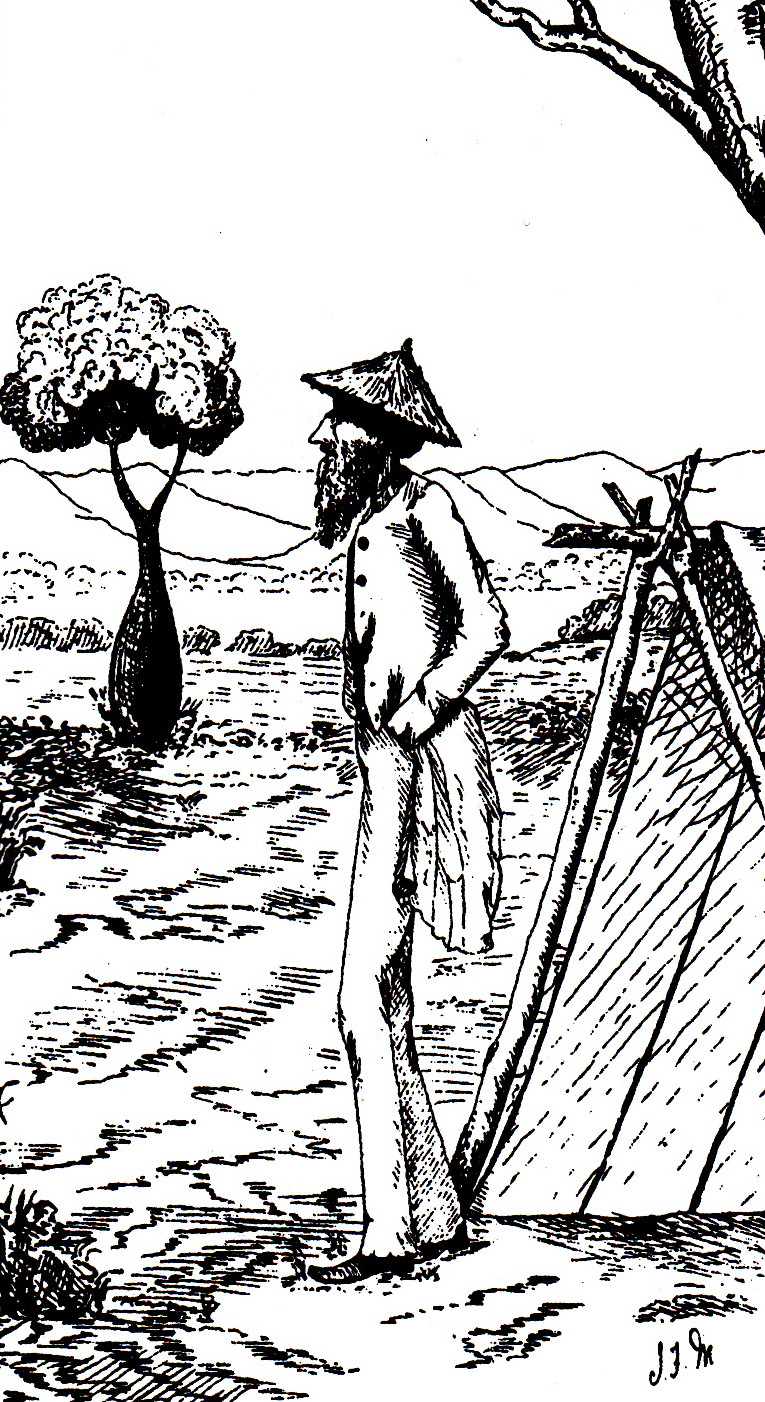
Ludwig Leichhardt auf seiner zweiten Expedition (Zeichnung von John Frederick Mann)

Bereits vor dem Ende der ersten Expedition hatte Leichhardt Pläne gemacht, den australischen Kontinent von Ost nach West zu durchqueren, um den Swan River über Land zu erreichen. Vom Swan River aus wollte er der Nordwestküste folgen und von dort aus Port Essington erreichen.
Am 1. Oktober 1846 begann die Expedition mit der Abreise von Sydney nach Port Stephens. Von dort aus reisten die Männer auf dem Landweg in die Darling Downs weiter. Die gesamte Expeditionsmannschaft bestand mit Leichhardt aus neun Personen: Heinrich Boecking, Daniel Bunce, Hovenden Hely, John Frederick Mann, James Perry, Henry Turnbull und den Aborigines Harry Brown und Woommai (Jimmy). Am 10. Dezember brach die Mannschaft von der Gogg-Schafstation mit 14 Pferden, 16 Mauleseln, 40 Rindern, 270 Ziegen, 90 Schafen und 4 Hunden zu ihrer Forschungsreise auf.
Das Weiterkommen wurde durch monatelange Regenfälle behindert. Am 5. März 1847 erreichten die Männer nur unter großen Schwierigkeiten den Zusammenfluss von Comet und Mackenzie River. Das Gelände war morastig, das Wetter schwülheiß. Fliegen und Moskitos plagten sie. Fast die gesamte Mannschaft erkrankte an Fieber, einschließlich Leichhardt. Zwischen Leichhardt und den übrigen Expeditionsteilnehmern gab es von Beginn an unterschiedliche Auffassungen. Am 30. April legte John Mann im Namen der Mannschaft Leichhardt nahe, die Expedition aufzugeben. Leichhardt weigerte sich. Anschließend gingen weitere Tiere verloren. Leichhardt scheiterte letztlich an der Einstellung der Expeditionsmannschaft und den Krankheiten. Er gab am 7. Juni auf und erreichte am 23. Juli wieder die Darling Downs. Auf dem Schiff Tamar kehrte er schließlich am 9. Oktober nach Sydney zurück.

### Dritte Expedition (1848–?)

Versuch der Rekonstruktion der Route von Leichhardts letzter Expedition

1848 wagte Leichhardt einen weiteren Versuch, eine Landroute nach Perth zu finden. Diese Forschungsreise sollte zwei bis drei Jahre dauern. Leichhardt fuhr mit seiner Mannschaft am 4. Dezember 1847 erneut auf einem Schiff von Sydney nach Port Stephens. Im Februar 1848 brach er mit August Classen, Arthur Hentig, Donald Stuart, Kelly und den Aborigines Wommai und Billy mit 7 Pferden, 20 Mauleseln und 50 Rindern von den Darling Downs über Mount Abundance zur Macpherson’s Station auf, die die Expeditionsteilnehmer Anfang April erreichten. Sie hatten Mehl, Tee, Salz, Munition und ein Gemeinschaftszelt dabei. Vom 3. April 1848 datiert die letzte Nachricht von Leichhardt, ein Schreiben an seinen Freund Lynd in Sydney. Am 5. oder 6. April 1848 verließ die zweite Swan-River-Expedition die Macpherson’s Station in nördlicher Richtung. Seither fehlt von den Expeditionsteilnehmern jede verwertbare Spur.

### Suche nach Leichhardt
1852 startete eine Suchexpedition unter der Leitung von Hovenden Hely, die lediglich einen Lagerplatz und einen Baum, markiert mit einem „L“ über einem „XVA“, fand. Diese Expedition wurde vom Gouverneur von New South Wales finanziert. Erneut gab dieser im Jahr 1855 Augustus Gregory den Auftrag, eine Suchexpedition unter Begleitung von Ferdinand von Mueller zum Swan River auszurichten. Die Expedition sollte vom geplanten Endpunkt der Expedition aus nach Spuren von Leichhardt suchen. Sie kam bis ins Gebiet des Roper River und des Carpentariagolfs. Eine weitere Expedition von Gregory von 1858 blieb ebenso ohne konkrete Ergebnisse über den Verbleib von Leichhardt.
John McDouall Stuart, ein australischer Entdecker, stieß auf einer seiner Expeditionen in den 1860er Jahren nördlich der Simpsonwüste „auf Fußspuren eines Weißen, Abdrücke von Pferdehufen und eine von Einheimischen bewohnte Hütte mit Grasdach. So etwas hatte er bei den Aborigines noch nie gesehen.“
Im Jahr 1869 startete John Forrest eine weitere Expedition, die ebenfalls erfolglos verlief. 1871 wurden von einem Polizeioffizier Grabstätten, darunter Sattelzeug und dergleichen, südlich des Mulligan River gefunden, die allerdings nicht genauer untersucht wurden. 1874 behauptete der ehemalige Sträfling Andrew Hume, dass er 1867 den deutschen Expeditionsteilnehmer und Leichhardts Verwandten Classen getroffen habe. Er konnte dies aber nicht weiter belegen.
Über 100 Jahre gingen australische Behörden allen erfolgversprechenden Hinweisen auf Leichhardts Verbleib nach und finanzierten Expeditionen.
1938 wurde der Ethnologe Charles Mountford von der Regierung von South Australia beauftragt, mit einem Team nach Spuren von Leichhardts Expedition zu suchen, da im Norden des Staates in der Nähe der Mount Dare Station Relikte gefunden worden waren. Von diesen nahm man an, dass sie von der Expedition stammen könnten. Doch es war eine falsche Spur.
1953 fand die bislang letzte Suchexpedition statt.
Im Jahr 2006 authentifizierten australische Wissenschaftler eine kleine Kupferplatte mit Leichhardts Namen. Diese Platte war ursprünglich von einem Aborigine in der Nähe von Sturt Creek in Western Australia entdeckt worden. Als die Platte gefunden wurde, war sie am Schaft eines teilweise verbrannten Gewehres angebracht, das an einem Baob-Baum hing. Dieser Baum war mit dem Buchstaben „L“ markiert. Die Kupferplatte ist jetzt Teil der Sammlung des National Museum of Australia.
Dort wird die Forschungslage zu Leichhardts Verschwinden wie folgt resümiert: „Viele Theorien sind über die Jahre entwickelt worden, um zu erklären, wo Leichhardt starb: Die meisten von ihnen schlussfolgern, dass er irgendwo in der Nähe der Simpsonwüste umkam.“

## Leichhardts TagebuchAn Overland Expeditionals literarisches Werk und völkerkundliche Quelle

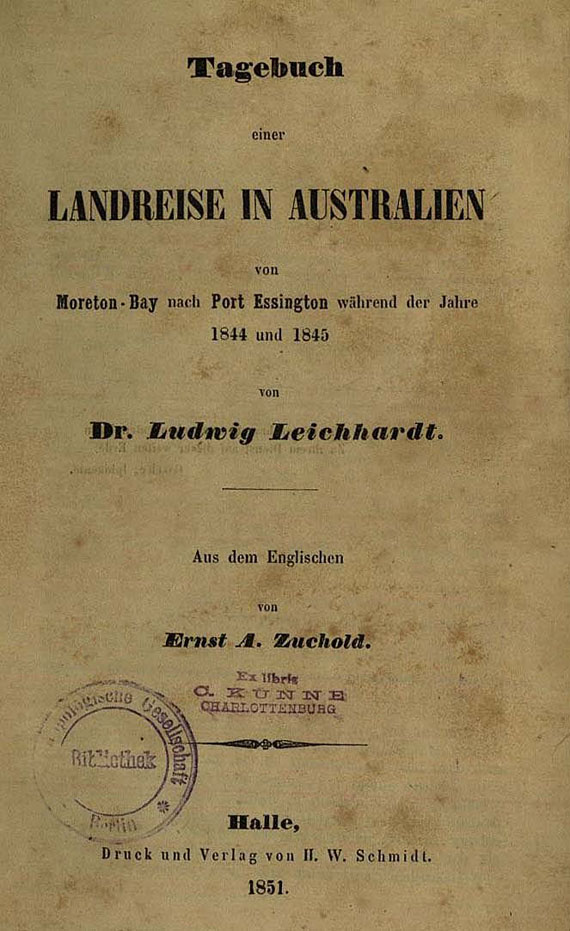
Tagebuch einer Landreise in Australien, 1851

Leichhardts Tagebuch wurde nach Abschluss seiner ersten Reise im Jahr 1847 in London und 1851 in deutscher Sprache veröffentlicht. Es enthält die Reisebeschreibung mit vielen Beschreibungen von Pflanzen, Naturphänomenen usw. in Tagebuchform. Als Naturwissenschaftler benutzt Leichhardt einen nüchternen Schreibstil, der jedoch immer wieder reflektierende Teile enthält. Er ist damit einer der Entdecker, die auch literarisch wahrgenommen werden. In seinem Tagebuch beschreibt er beispielsweise, wie er ungewollt eine einheimische Frau und ihr Kind verscheuchte. Er – obwohl doch im europäischen Sinne der Entdecker – empfindet sich als Eindringling in fremdes Gebiet und das zu einer Zeit, als in anderen Landesteilen aufgrund der Rechtsfigur der „Terra nullius“ Aborigines wegen des Betretens von Farmen (Trespassing) bestraft wurden. Während seiner gesamten Reise, berichtet er, habe er Aborigines in relativ kurzen Abständen getroffen. Dabei berichtet er von ihrer außergewöhnlichen Fähigkeit, sich im Busch zurechtzufinden und wieder zu bestimmten Plätzen zurückzukehren, und attestiert ihnen ein fotografisches Gedächtnis. Mit den Eingeborenen wird Essen getauscht. Kleidung, Waffen und Nahrung der Aborigines werden immer wieder beschrieben. Auch nach dem Angriff von Aborigines auf das Camp der Reisenden ändert sich die Haltung Leichhardts zu den Aborigines nicht.
Die beiden an der Reise beteiligten Aborigines sind gute Jäger, und Leichhardt sowie die anderen gewöhnen sich schnell an einheimisches Essen. Sein Verhältnis zu den beiden ist bevormundend, er nennt sie „My two blacks“, jedoch erkennt er die spezifischen Begabungen seiner beiden schwarzen Mitreisenden an.

## Ehrungen und Namen

### Deutschland

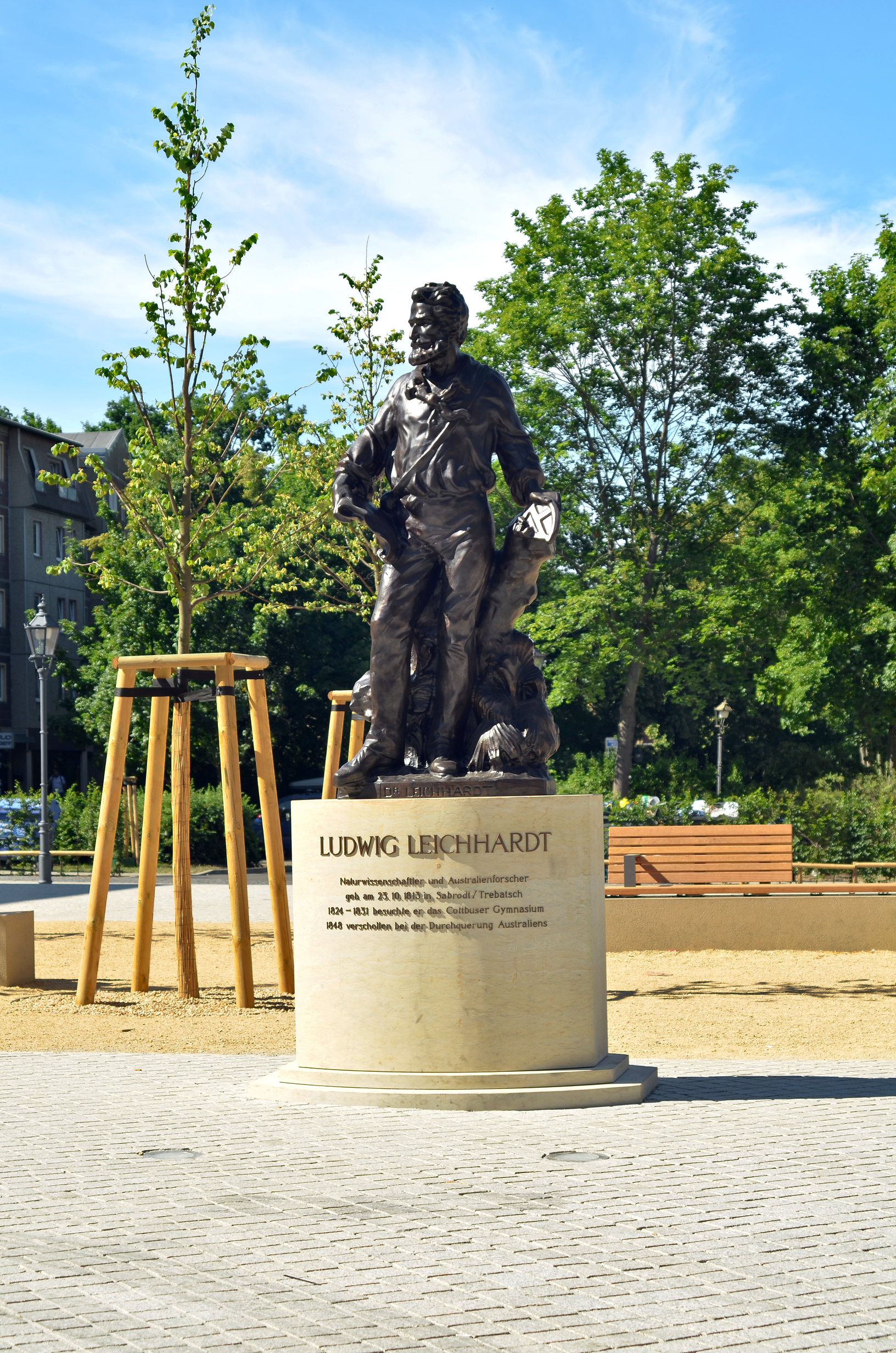
Statue Ludwig Leichhardts auf dem Oberkirchplatz in Cottbus

Im Ort Trebatsch, der im Rahmen der nationalsozialistischen Germanisierung sorbischstämmiger Ortsnamen von 1937 bis 1945 „Leichhardt“ hieß, existiert ein Ludwig-Leichhardt-Museum. Ein Leichhardt-Wanderweg führt durch die Gemeinde, und dort beginnt auch ein Fuß- und Radwanderweg, der sogenannte „Leichhardt Trail“. Beide führen zu den wichtigsten Punkten in Leichhardts Jugend. Vor der Dorfkirche Trebatsch erinnert ein unter Denkmalschutz stehender Gedenkstein an ihn. In Goyatz, in der Gemeinde Schwielochsee, wurde eine Oberschule nach Leichhardt benannt und in Tauche eine Grundschule.

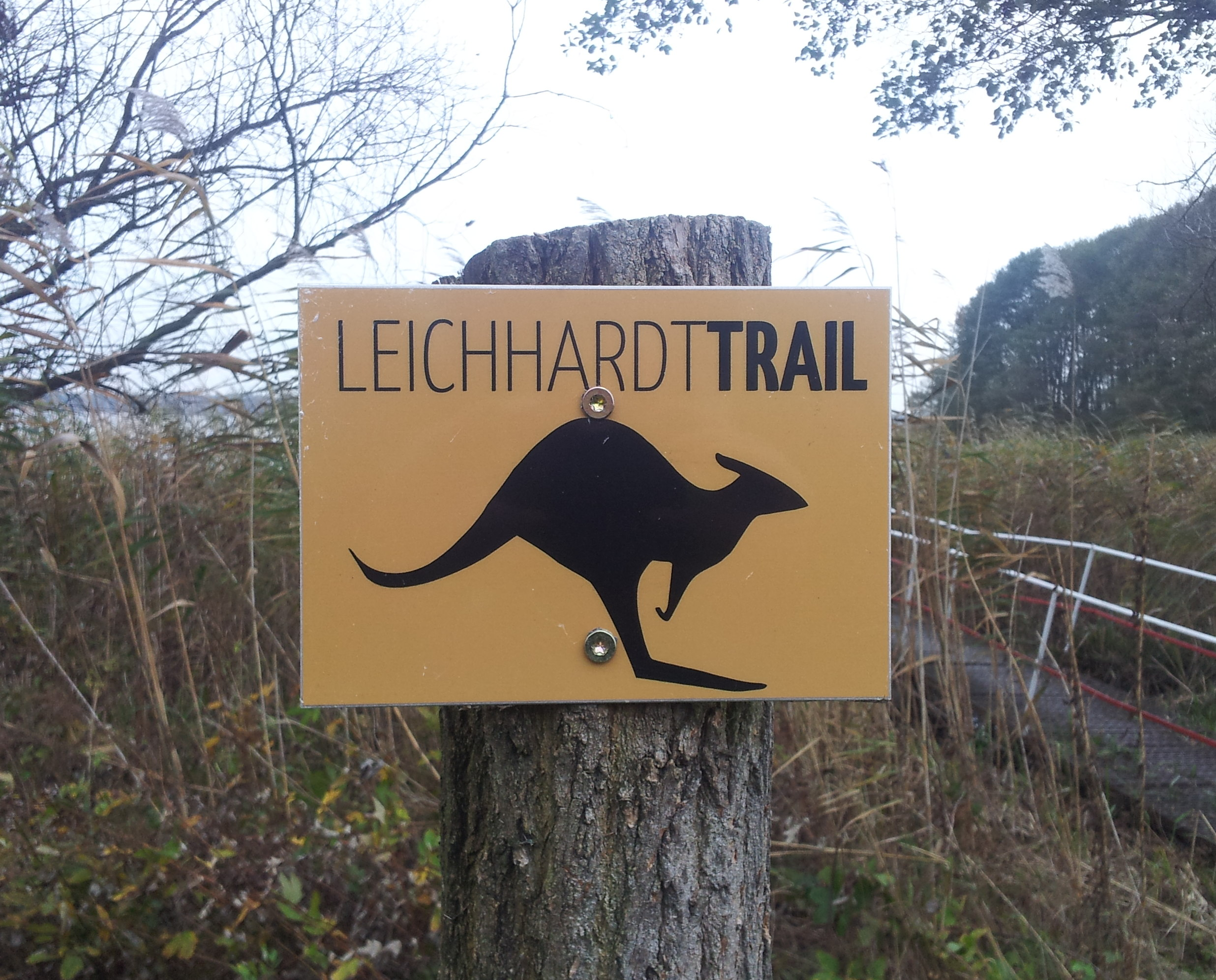
Hinweisschild am Leichhardt Trail

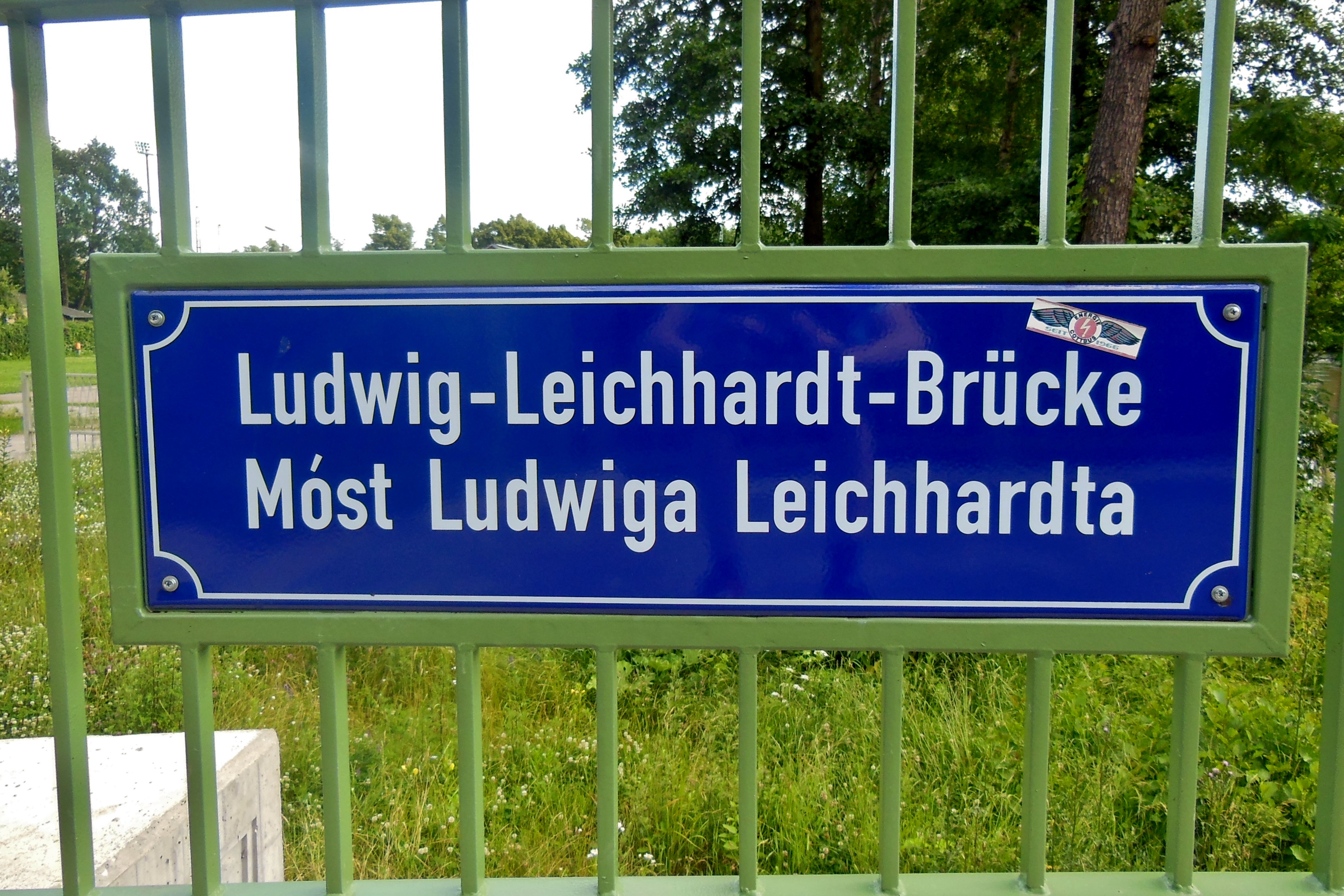
Ludwig-Leichhardt-Brücke in Cottbus

In Erinnerung an Leichhardts Schulzeit in Cottbus wurde das Ludwig-Leichhardt-Gymnasium nach ihm benannt, das bis heute existiert. Am 4. November 1999 wurde das sogenannte Leichhardt-Haus auf dem Campus der BTU Cottbus eingeweiht. Außerdem wurde Leichhardt am 9. September 2006 mit einer Ehrentafel auf dem Cottbuser Oberkirchplatz geehrt. Darüber hinaus wurde eine Brücke und Allee in Cottbus nach ihm benannt. Seit 2019 steht auf dem Oberkirchplatz in Cottbus eine Statue Leichhardts.
In den 1950er Jahren wurde der Granitfindling des Cottbuser Turnvater-Jahn-Denkmals seines Reliefmedaillons beraubt und an das Spreeufer versetzt. Später bezeichnete ein darauf angebrachtes Straßenschild die „Ludwig-Leichhardt-Allee“.
1983 erschien in Australien erstmals eine Briefmarke zu Ehren von Leichhardt. Am 10. Oktober 2013 gab das deutsche Bundesministerium der Finanzen gemeinsam mit der australischen Post anlässlich von Leichhardts 200. Geburtstag eine zweite Briefmarke heraus. Der Entwurf der Gemeinschaftsausgabe stammt vom australischen Grafiker Gary Domoney.
Anlässlich des 200. Geburtstages von Ludwig Leichhardt ließ das Amt Lieberose/Oberspreewald im Oktober 2013 das aus Glas, Edelstahl und Bronze bestehende Ludwig-Leichhardt-Denkmal der in Teltow lebenden australischen Künstlerin Sue Hayward im Schwielochsee in Goyatz errichten. Auf der im Wasser platzierten Stele sind Auszüge aus Leichhardts Tagebuchaufzeichnungen seiner erfolgreichen Expedition von Moreton Bay nach Port Essington 1844–1845 zu lesen. Die zwei kleineren Abschnitte der Stele zeigen als Verweis auf Leichhardts botanische Sammlungen Eukalyptus- und Banksia-Blätter aus Bronze.
In Trebatsch und im Berliner Stadtteil Dahlem sind Straßen nach Leichhardt benannt.
Leichardt liebte Blumen und insbesondere Dahlien, wie er 1841 an seinen Cottbuser Schwager Friedrich August Schmalfuß schrieb: „Vorzüglich die dunkelrot samtigen, ins Violette neigend“. So wurde nach ihm die Leichardt-Dahlie benannt, die auch im Ostdeutschen Rosengarten Forst wächst.

### Australien
Auf dem fünften Kontinent wurden zahlreiche geografische Merkmale nach Ludwig Leichhardt benannt, darunter:
- Leichhardt (New South Wales), Stadtteil im inneren Westen der Stadt Sydney
- Leichhardt (Queensland), Stadtteil von Ipswich in Queensland
- Leichhardt (Victoria), Ortschaft in Victoria
- Bundeswahlkreis Leichhardt, Wahlkreis in Queensland

- East Leichhardt Dam, Staudamm in Queensland
- Leichhardt Colliery, seit 1982 geschlossenes Kohlebergwerk, befindet sich im Bowenbecken bei Blackwater in Queensland
- Leichhardt Copper Project, Kupfer-Affinerie am Mount Watson in Queensland[39]
- Leichhardt Creek (West Normanby River), Nebenfluss des West Normanby River in Queensland
- Leichhardt Creek (West Baines River), Nebenfluss des West Baines River im Northern Territory
- Leichhardt-Fälle, Wasserfälle in Queensland
- Leichhardt Highway, Highway in Queensland
- Leichhardt’s Lookout, Aussichtspunkt im Naturschutzgebiet Glenrock State Conservation Area bei Newcastle in New South Wales
- Leichhardt Municipality, Verwaltungsgebiet von Sydney
- Leichhardt Range, Höhenzug in Queensland
- Leichhardt River, Fluss im Nordwesten von Queensland
- Leichhardt River East Branch, Fluss im Northern Territory
- Leichhardt Saints, Fußballverein in Sydney
- Leichhardt Volcanics, stratigraphische Formation in Queensland, erinnert an die Leistungen von Leichhardt in der Geologie
- Mount Leichhardt, Berg im Northern Territory
- West Leichhardt Cattle Station, Farm nordöstlich von Mount Isa
- Leichhardt Chair, früher Leichhardt T-bar, Skilift im Skigebiet Perisher, mit dem Leichhardt Park[40]

In den Jahren 1991 und 2003 würdigte die australische Post den Leichhardt’s Grasshopper auf einer Briefmarke. Im Jahr 1994 erschien in Australien eine Gedenkmünze zu 5 Dollar mit seinem Bildnis (Silber, 925fein, 35,79 Gramm). Im Februar 2013 Western Australia: Gedenkmünze der Münzprägeanstalt in Perth zum 200. Jahrestag der Geburt von Leichhardt mit Porträt, Jahreszahlen und Wegeskizze seiner ersten Expedition (Silber, 99,9 Prozent, 2 Unzen).
Eine Sandstein-Statue von Leichhardt befindet sich im Stadtzentrum von Sydney und ein Denkmal aus Sandstein mit Bronzeplaketten im Bicentennial Park von Darwin-Hafen.
Am 28. Oktober 2014 benannte die größte australische Fluggesellschaft Qantas in Gegenwart des Bundestagspräsidenten Norbert Lammert und Leichhardts Urur-Großneffen mit gleichem Namen eine Boeing 737-800 der Qantas nach dem verschollenen Forscher. Viele Straßen (beispielsweise in Brisbane, Sydney und Canberra), Geschäfte und community halls besonders im Osten Australiens tragen seinen Namen.

### Flora und Fauna
Zahlreiche Tiere und Pflanzen wurden nach Leichhardt benannt. Hier einige Beispiele:
- Leichhardts Sägerochen
- Leichhardts Knochenzüngler, ein Süßwasserfisch
- Leichhardtia australis, als Synonym für die Buschbanane
- Leichhardtia macleayana, eine Pflanzenart aus der Familie der Zypressengewächse
- Corymbia leichhardtii, ein endemischer Corymbiabaum, der bis zu 15 Meter hoch werden kann
- Leichhardt’s Grasshopper (Petasida ephippigera), ein rot-, blau und orangefarbenen Grashüpfer, der nur um Darwin und im Arnhemland vorkommt

### Sonstiges
Leichhardt bildet die Vorlage für den Roman Voss des australischen Literaturnobelpreisträgers Patrick White und ist zudem die Hauptfigur in Felicitas Hoppes unveröffentlichtem frühen Roman Buch L.
Im Jahr 1994 wurde eine neuzeitliche Felsmalerei entdeckt, die als Darstellung Leichhardts auf seiner ersten Expedition gedeutet wird. Diese These stützt sich auf die bildhafte Darstellung des Schutzes der Füße des Pferdes und der Kopfbedeckung von Leichhardt. Durch eine Ungeschicklichkeit verbrannte am 22. September 1845 Leichhardts Hut am Lagerfeuer. Um sich vor der Sonne zu schützen, stellte er daraufhin einen Sack aus Segeltuch her, den er vor seinem Gesicht zu einem Schild aufbog.
Es gibt eine deutschsprachige Dokumentation in der Fernsehserie Terra X über Ludwig Leichhardt Todesfalle Ayers Rock und ein Hörspiel von Kai-Uwe Kohlschmidt vom RBB: Ludwig Leichhardt – Wanderer zwischen den Welten.
Die Metal-Band Manilla Road brachte im Februar 2013 eine CD mit dem Titel Mysterium heraus. Der titelgebende und die CD abschließende Song Mysterium beschreibt Ludwig Leichhardts Verschwinden.
In der sogenannten „Australien-Serie“ der Comiczeitschrift MOSAIK trat Leichhardt ab März 2013 als handelnde Comicfigur auf.

### Darstellung Leichhardts in der bildenden Kunst
- Elisabeth Wolf: Ludwig Leichardt (1958, Öl, 26,2 × 21 cm; Stadtmuseum Cottbus)[49]

## Schriften
- Ludwig Leichhardt, Franz Braumann (Hrsg.): Die erste Durchquerung Australiens 1844–1846. Neu bearbeitet nach seinen Tagebüchern, mit einer Einführung und einem Nachweis versehen. Stuttgart 1983, ISBN 3-522-60230-7
- Ludwig Leichhardt, Hans Damm: Ins Innere Australiens, Die erste Durchquerung von Brisbane zur Nordküste.
- Ludwig Leichhardt: Tagebuch einer Landreise in Australien von Moreton-Bay nach Port Essington während der Jahre 1844 und 1845.
- Ludwig Leichhardt: Beiträge zur Geologie von Australien. Halle 1855 (Hrsg. H. Girard).
- Ludwig Leichhardt: Dr. Ludwig Leichhardt’s Briefe an seine Angehörigen. Hrsg. im Auftrage der Geographischen Gesellschaft in Hamburg von G. Neumeyer und Otto Leichhardt. Mit einem Anhang: G. Neumayer. Dr. Ludwig Leichhardt als Naturforscher und Entdeckungsreisender.
- Ludwig Leichhardt, Karl Helbig + Hans Joachim Schlieben (Hrsg.): Schicksal im australischen Busch. Vorstoß in das Herz eines Kontinents.
- The letters of F. W. Ludwig Leichhardt, Collected and newly translated by M. Aurousseau. 3 Bände, Cambridge, University Press, 1968. (The Hakluyt Society, Second Series, No. 133–135).